# Junglen (film fra 1914)
 For alternative betydninger, se Junglen. (Se også artikler, som begynder med Junglen)
The Jungle (da: Junglen) er en amerikansk stumfilm fra 1914 udgivet af All-Star Feature Corporation. The Jungle er en filmatisering af den realistiske roman med samme navn fra 1906 af Upton Sinclair. Filmen er nu en mistet film.

## Stemmer
- George Nash som Jurgis Rudkus
- Gail Kane som Ona
- Julia Hurley som Elzbieta
- Robert Cummings som Connor
- Alice Marc som Marija
- Robert Paton Gibbs som Antanas
- Clarence Handyside som John Durham
- E. P. Evers som Freddy Durham
- George Henry Irving
- Upton Sinclair som sig selv